# A.E. Achilleas Kaïmakliou
L'A.E. Achilleas Kaïmakliou è una società cestistica avente sede a Kaimakli (quartiere di Nicosia), a Cipro. Fondata nel 1943, gioca nel campionato cipriota.

## Palmarès
- Campionato cipriota: 5

1975, 1977, 1984, 1986, 1993
- Coppa di Cipro: 7

1974, 1975, 1976, 1977, 1988, 1990, 2000